# Aeroportul Twentynine Palms
Aeroportul Twentynine Palms (IATA: TNP, ICAO: KTNP, FAA LID: TNP) este un aeroport din California, Statele Unite ale Americii ce deservește zona Twentynine Palms⁠(d). A fost numit după zona deservită.
Situat la o altitudine de 575 m, aeroportul dispune de 2 piste.

## Infrastructură

### Piste
Aeroportul dispune de 2 piste. Pista 08/26 are suprafața de asfalt și dimensiunile 5.531 picioare × 75 picioare. Pista 17/35 are suprafața de asfalt și dimensiunile 3.797 picioare × 50 picioare. 